# Grb Malezije
Grb Malezije sastoji se od štita kojeg pridržavaju dva tigra. Iznad štita se nalazi žuti polumjesec s četrnaestokrakom zvijezdom. Krakovi zvijezde predstavljaju trinaest malezijskih teritorija (četrnaesti predstavlja Singapur, bivše malezijsko područje). Ispod štita je traka s natpisom "Jedinstvo je snaga" napisana na malajskom jeziku na dva pisma, romanizirano i java pismo. U gornjem dijelu štita se nalazi pet krisova (vrsta mača), ispod kojih se nalaze simboli malezijskih država i teritorijâ.

## Također pogledajte
- Zastava Malezije